# Симонович, Яков Миронович
Я́ков Миро́нович Симоно́вич (1840—1883) — русский детский врач, педагог дошкольного воспитания и издатель. Основатель первого в России детского сада (1863).

## Биография
Был средним из трёх сыновей в еврейской семье; отец был врачом. Учился в Московском университете, но не окончив курса переехал в Тифлис, где вместе с женой — Аделаидой Семёновной Симонович — управлял первым в России детским садом, открытым ими 27 сентября 1863 года.
Вернувшись в Петербург в 1866 году, окончил Санкт-Петербургскую Медико-хирургическую академию и получил место заведующего тифозной палатой в Александровской больнице. С 1876 года служил в Елизаветинской детской больнице в Петербурге.
Вместе с женой издавал журнал «Детский сад» (1866—1868) и управлял первыми российскими детскими садами в Тифлисе и Петербурге.
Автор научных книг по педиатрии и педагогике. Среди книг Я. М. Симоновича — «Наглядное обучение для детей, только что поступивших в народную школу, составленное по Боссгарту» (Тифлис, 1870), «Теория естественного отбора и применение её к человеку» («Медицинский сборник Кавказского медицинского общества», 1872, № 15; отдельной книгой — Тифлис, 1872), «Практические заметки об индивидуальном и общественном воспитании малолетних детей» (вместе с женой — А. С. Симонович, СПб, 1874, 1884 и 1907), «Основы гигиены» (СПб, 1880, 2-е изд. — 1883), перевёл с немецкого языка «Учебник практической медицины, с обращением особенного внимания на патологическую анатомию и гистологию» Карла Фердинанда Кунце в 2-х томах (СПб, 1875 и 1877) и пятый том «Руководства к частной патологии и терапии» Алоиза Гейгеля и Людвига Хирта — «Болезни дыхательного аппарата» (в двух частях, совместно с М. Гурвичем, Харьков: Издательство Б. А. Хавкина, 1876), с французского языка «Теоретическое и клиническое изложение учения о простукивании и выслушивании, с приложением учения об осмотре, ощупывании и измерении груди» Е. Ж. Вуаллеза (СПб: Главное военно-медицинское управление, 1880; в том же году переиздана четвёртым приложением к «Военно-медицинскому журналу»).. Среди других публикаций — «Деревенская медицина» («Вестник Европы», 1884, книга 6), «Сравнение периодов индивидуального развития ребёнка с эпохами человечества» (1884).
В семье Я. М. Симоновича росло шестеро детей (включая приёмных). Его сын — химик Николай Яковлевич Симонович (1863—1958), автор книги «Беседы по химии: руководство для учителей при производстве опытов с углекислотою» (Тверь: Типография губернского земства, 1905). Дочь — художница, теоретик и основатель первого российского кукольного театра Нина Яковлевна Симонович-Ефимова (1877—1948). Внуки — художница Мария Владимировна Фаворская (1887—1959) и лауреат нобелевской премии, молекулярный биолог Андре Львов. Приёмная дочь Я. М. Симоновича — Ольга Фёдоровна Трубникова — вышла замуж за его племянника, живописца Валентина Серова.
В 1883 году заразился в больнице тифом и вскоре скоротечной чахоткой, от которой в том же году скончался.